# Prehistorie van Rusland
De prehistorie van Rusland omvat de periode van de vroege steentijd tot de vroege middeleeuwen in de geschiedenis van Rusland.
De omvang van het land en de eigenaardigheden van de natuurlijke en klimatologische omstandigheden bepalen de ongelijke ontwikkeling van afzonderlijke delen. De rijke geschiedenis van vroege groepen en culturen die het huidige grondgebied van Rusland bewoonden, wordt weerspiegeld in een grote verscheidenheid aan archeologische culturen.
De vroegste menselijke vestiging op het grondgebied van Rusland dateert uit het Oldowan-tijdperk, aan het begin van het vroegpaleolithicum. Ongeveer 2 miljoen jaar geleden migreerde Homo erectus van Zuidwest-Azië naar de Noordelijke Kaukasus, vanwaar ze zich verspreidden naar de aangrenzende regio's. Ongeveer 800.000 jaar geleden bereikte een andere tak van migratie door Centraal-Azië de Altaj.
Tijdens het middenpaleolithicum was er verdere vooruitgang bij de vervaardiging van stenen werktuigen. Dit was de tijd van het Moustérien en de neanderthaler, met wie de zogenaamde denisovamens samenleefde in het Aziatische deel van Rusland.
Tijdens het laatpaleolithicum werd het grondgebied van Rusland op grote schaal verkend door de vroege vertegenwoordigers van de moderne mens (Homo sapiens sapiens). In het Acheuléen-tijdperk nam het aantal sites van vroege mensen toe., en de materiële cultuur werd complexer.

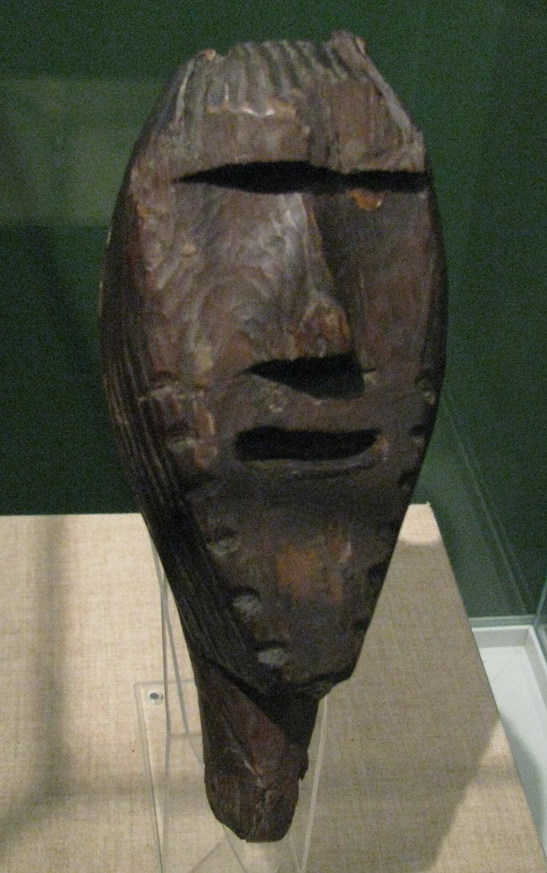
houten kop uit het mesolithicum (Sjigir, zuidelijke Oeral)

## Steentijd

### Paleolithicum

#### Vroegpaleolithicum
Het vroegpaleolithicum is de oudste fase van de menselijke geschiedenis. De vroegste sporen van menselijke aanwezigheid op het grondgebied van Rusland dateren van ongeveer 2 miljoen jaar geleden.

##### Oldowan
Het grondgebied van de Russische Federatie maakte geen deel uit van het ontstaansgebied van de mens, maar de eerste vestiging van vroege mensen begon al in het Oldowan.
De oudste sporen van menselijke aanwezigheid in Rusland werden gevonden in de Noordelijke Kaukasus, waarvan de eerste vestiging door Homo erectus dateert van ongeveer 2,3-2,1 miljoen jaar geleden. De migratie vond plaats vanuit Zuidwest-Azië en vervolgde in twee richtingen: via de kusten van de Kaspische en Zwarte Zee. Ongeveer 800.000 jaar geleden bereikte een andere tak met migranten door Centraal-Azië de Altaj.
Oldowan-vindplaatsen zijn alleen in de zuidelijke delen van Rusland gevonden, voornamelijk de Noordelijke Kaukasus en de Krim, en in mindere mate in het zuiden van Siberië (Altaj). Menselijke overblijfselen uit deze tijd zijn op het grondgebied van Rusland niet gevonden, de dichtstbijzijnde vondsten zijn van de Dmanisi-mensen in Georgië. De mensen uit die tijd leefden in een relatief warm klimaat met beboste savannes. De materiële cultuur bestond uit primitieve kiezelwerktuigen als choppers en chopping tools. Er zijn aanwijzingen dat het vuur gebruikt werd.
Gevonden botresten, inclusief vertegenwoordigers van de Pleistocene megafauna, getuigen van de jacht op grote fossiele zoogdieren: zuidelijke olifanten (Mammuthus meridionalis), Kaukasische elasmotheria (Elasmotherium caucasicum ), en in mindere mate Stenon's paarden (Equus stenonis). Op de Bogatyri/Sinjaja Balka-site op het schiereiland Taman werd de schedel van een Kaukasische elasmotherium van 1,5-1,2 miljoen jaar geleden gevonden met een stenen speerpunt erin. Een in de Liventsovka-steengroeve aan de westelijke rand van Rostov aan de Don gevonden fragment van het middenvoetsbeentje van een kameel van de soort Paracamelus alutensis van 2,1-1,97 miljoen jaar geleden vertoonde snijsporen van stenen werktuigen.
In 2014 werden op de Krim de ongeveer 1 miljoen jaar oude Oldowan-sites van Koz en Etsjki-Dag ontdekt. De gereedschappen van deze sites lijken op de artefacten van de Bajraki-site aan de Dnjestr en de sites op het schiereiland Taman en in Dagestan. Een aantal andere vondsten aan de zuidkust van de Krim met een archaïsche kiezelindustrie zouden ook tot het Oldowan kunnen behoren.
In Zuid-Siberië (Altaj) werd de Karama-site ontdekt, die dateert van ongeveer 600-800.000 jaar geleden. Kiezelwerktuigen uit laag 12 van deze site zijn vergelijkbaar met Oldowan-vondsten. Buiten de Altai-regio van Siberië wordt voor de Diring Joerjach-site in Jakoetië een Oldowan-leeftijd geclaimd, maar de meeste onderzoekers betwijfelen de vroege datering.

##### Acheuléen
De overgang van het Oldowan naar het daaropvolgende Acheuléen is onduidelijk, en sommige complexen van het ontwikkelde Oldowan worden soms geclassificeerd als vroeg-Acheuléen. Geologisch gezien is het Acheuléen in Rusland gecorreleerd met het Mindel-glaciaal tot Riss-Würm-interglaciaal, dus inclusief een deel van de eerste helft van het late Pleistoceen.
Over het algemeen wordt de materiële cultuur van Acheuléen vertegenwoordigd door grove gereedschappen, waarbij vuistbijlen een belangrijke rol spelen. Dergelijke werktuigen werden gebruikt om jachtgereedschap van hout te maken, karkassen te slachten en de huiden van gedode dieren te verwerken.
Menselijke resten werden gevonden buiten het grondgebied van het moderne Rusland, met name in de Zuidelijke Kaukasus (Grot van Azoch, Koedaro I). Het antropologische type van de genoemde vondsten heeft kenmerken van vroege neanderthalers.
Het toenmalige koude klimaat beperkte de leefomgeving van vroege mensen tot het zuiden van het huidige Rusland. In het Europese deel van het land worden Acheuléen-artefacten meestal niet boven de 50e breedtegraad gevonden.

###### Noordelijke Kaukasus
In de Koeban kan het vroege Acheuléen (Abbevillien) worden gedateerd op materiaal van de Ignatenkov koetok-site (nabij Gorjatsji Kljoetsj), evenals vondsten uit de Treoegolnaja-grot. Typische late Acheuléen-artefacten, zoals amandelvormige en speervormige vuistbijlen, werden gevonden op de Midden-Chadzjoch-sites Abadzechskaja, Chadzjoch en Sjachanskaja. Een materiële overgang van het Acheuléen naar het Moustérien werd gevonden op de sites Semijablonovskoje, Loetsjkovskoje, Farskoje en Psefirskoje.
In Dagestan zijn complexen met klassieke Acheuléen-vuistbijlen gevonden bij Djoebektsjaj, Tsjoemoes-Inits, Darvagtsjaj-golf-4 en de Darvagtsjaj-groeve. Tegelijkertijd hebben een aantal artefacten van de sites aan de Darvagtsjaj-rivier (zoals Tsjoemoes-Inits en Oesisja) ook een laat-Acheuléen-uiterlijk, maar de techniek waarmee ze werden vervaardigd lag dicht bij die van het Clactonien.

###### Krim
Op de Krim werden Acheuléen-sites zowel in grotten als het open land gevonden. Gereedschappen met een Acheuléen-uiterlijk werden gevonden op de sites Zaskalnaja IX, Sjary I-III, Kabazi II, Krasny Mak, in de oudere lagen van Kiik-Koba, en andere.

###### Russisch Laagland
Het vroegste stadium in de ontwikkeling van het Acheuléen op het Russisch Laagland wordt vertegenwoordigd door vondsten nabij het dorp Gerasimovka, aan de oever van de Mioes-liman. Deze werden gedateerd tot het Vroeg- tot begin Midden-Pleistoceen. Ongeveer een dozijn stenen werktuigen (kernen, schrabbers, afslagen) werden samen met de overblijfselen van een steppemammoet (Mammuthus trogontherii) en knaagdieren van het Tiraspol-faunacomplex gevonden. De volgende fase van het Acheuléen wordt vertegenwoordigd door materiaal uit de site bij de Chrjasjtsji-choetor aan de monding van de Severski Donets. Het bestaan van deze site viel gedeeltelijk samen met een glaciaal maximum, zoals blijkt uit de overblijfselen van koudeminnende planten: dwergberk (Betula nana) en Siberische mosvaren (Selaginella sibirica). De vondsten worden vertegenwoordigd door ongeveer 80 items uit twee assemblages: vroeg en laat. De vroege assemblage wordt vertegenwoordigd door archaïsche voorwerpen die lijken op de Clactonien-werktuigen van West-Europa; de late lijkt dicht bij de vondsten van een naburige site nabij de Michailovskoje-choetor te liggen.
De vraag over de aanwezigheid van vroege mensen in de meer noordelijke regio's van het Russisch Laagland blijft controversieel. Het verschijnen van Acheuléen-sites in dergelijke gebieden kan alleen tijdens warmere interglaciale perioden hebben plaatsgevonden. Sporen van het Acheuléen op het Centraal-Russisch Plateau omvatten vondsten van afgeslagen kwartsiet samen met een interglaciale fauna nabij het dorp Sjoebnoje in de oblast Voronezj, sporen van mogelijke haardplaatsen nabij het dorp Zorino in de oblast Koersk, de vondst van een speervormige Acheuléen-vuistbijl nabij het dorp Pogrebki in de oblast Koersk, vondsten van ruwe producten bij het rivierstation van de stad Kaloega en het dorp Krasnostanski (nabij Mozjajsk), de pre-Moustérien-vindplaatsen van Negotino en Chotyljovo 1 in de oblast Brjansk, en een Acheuléen-vuistbijl uit het dorp Solomasovo aan de boven-Oka (oblast Toela).

###### Zuidelijke en Midden-Oeral
De eerdere Oldowan-migratiegolf bereikte waarschijnlijk niet het Oeralgebergte. De vroegste sporen van menselijke aanwezigheid daar dateren uit het Acheuléen. In de Zuidelijke Oeral zijn de Acheuléen-vondsten gegroepeerd in gebieden waar jaspis voorkomt, en werkplaatsen waren gevestigd. De oudste lokale Acheuléen-industrie wordt vertegenwoordigd door artefacten van het Kyzyl-Jar-type op het grondgebied van Basjkortostan (Kyzyl-Jar 2, Oelek-Chazy 6, Oetjoelgan 7, Kyzyl-Jar 4). Hun makers waren waarschijnlijk oorspronkelijk uit de Kaukasus afkomstig, zoals blijkt uit technische en typologische overeenkomsten in de materiële cultuur. De volgende fase in de ontwikkeling van de lokale Acheuléen-industrie wordt vertegenwoordigd door artefacten van het Karysjkino-type (Karysjkino-11, Mysovaja, Oetjoelgan-8, Dolina-1, Dolina-11, Sibaj-5b, enz.), die vergelijkbaar zijn met de artefacten van het Tayacien in Frankrijk. De aanwezigheid van vroege mensen in het Midden-Oeralgebied blijkt met name uit de monumenten van de oblast Perm (de Elniki II-site, de 6e laag van de Bolsjoj Gloechoj-grot, enz.). Hun datering is niet precies vastgesteld, maar een verband met het late Acheuléen wordt verondersteld.

###### Siberië
Acheuléen-materiaal werd gevonden bij het dorp Oelalinka, ter hoogte van de oever van de rivier met dezelfde naam in de republiek Altaj in het zuidelijke deel van Siberië. Sommige vondsten uit het Baikal-gebied (het gebied van de monding van de Belaja, de benedenloop van de Ida en Osa, mogelijk de regio midden-Angara) kunnen ook worden gedateerd in het Acheuléen.

###### Verre Oosten
De vraag van de tijd en wijze van de eerste vestiging van mensen in het Russische Verre Oosten is nog onvoldoende onderzocht. Vroege kiezelwerktuigen lijken door Okladnikov in de Amoer-regio te zijn gevonden op de locaties Filimosjki en Oest-Toeoe (beide aan de Zeja) en de Koemary-site (aan de Amoer), maar de datering en zelfs de menselijke oorsprong daarvan zijn omstreden. De vondsten zijn weinig uitgesproken, de meest representatieve (de Koemary-vondsten) bestaan uit choppers, amorfe kernen en andere ruwe producten. Opmerkelijk is de vondst van een vuistbijl nabij het dorp Bogorodskoje in de Amoer-regio: deze heeft een "klassiek" Abbevillien-uiterlijk, uniek voor de regio.

#### Middenpaleolithicum
Het middenpaleolithicum wordt vertegenwoordigd door de cultuur van het Moustérien. Op het grondgebied van het huidige Rusland komt het Moustérien-tijdperk ongeveer overeen met het Riss-Würm Interglaciaal (Mikulin-interglaciaal) en de eerste helft van het Würm Glaciaal (Valdai-ijstijd).
De makers van het Moustérien zijn de neanderthalers. Daarnaast toonde de analyse van genetisch materiaal uit de Denisovagrot in de Altaj de aanwezigheid daar van een andere type mens, de denisovamens.
De natuurlijke omstandigheden van het tijdperk veranderden: als de vroege sites in Europees Rusland correleren met de warme interglacialen, dan zijn de late sites beperkt tot het barre klimaat aan het begin van de Valdai-ijstijd. Ondanks de verslechtering van de natuurlijke omstandigheden kon de mens zich aanpassen en in vergelijking met de vorige periode breidde de bewoonde zone zich uit.
De neanderthalers vestigden zich in grotten en langs rivieroevers. Hun materiële cultuur toont verdere vooruitgang in steenbewerkingstechnieken: de Levallois-techniek kwam tot bloei, waardoor de belangrijkste soorten gereedschappen werden verbeterd.

##### Noordelijke Kaukasus
In de Noordelijke Kaukasus zijn zowel verspreide monumenten als twee clusters ontdekt: in de regio's Koeban en Sotsji. Van het grootste belang zijn de monumenten van de typische Mousterische Goebacultuur in het zuiden van de kraj Krasnodar (Mezmaj, Barakajevskaja en Monasjeskaja-grotten, Ilski-site), waar de overblijfselen van neanderthalers werden gevonden, genetisch dicht bij de toenmalige inwoners van Midden-Europa. Sommige van deze overblijfselen zijn goed bewaard gebleven, en materialen uit de Mezmaj-grot werden gebruikt in een project om het neanderthaler-genoom te ontcijferen.
De Goebacultuur wordt gekenmerkt door een combinatie van schijfradiale, Levallois en prismatische technieken voor het splitsen van stenen, kleine producten, een groot aantal schrabbers, enz., terwijl de industrie van de Ilski-site gemengde kenmerken bevat. Onderzoekers merkten op dat de cultuur van deze sites dicht bij het Oost-Europese Micoquien lag.

##### Krim

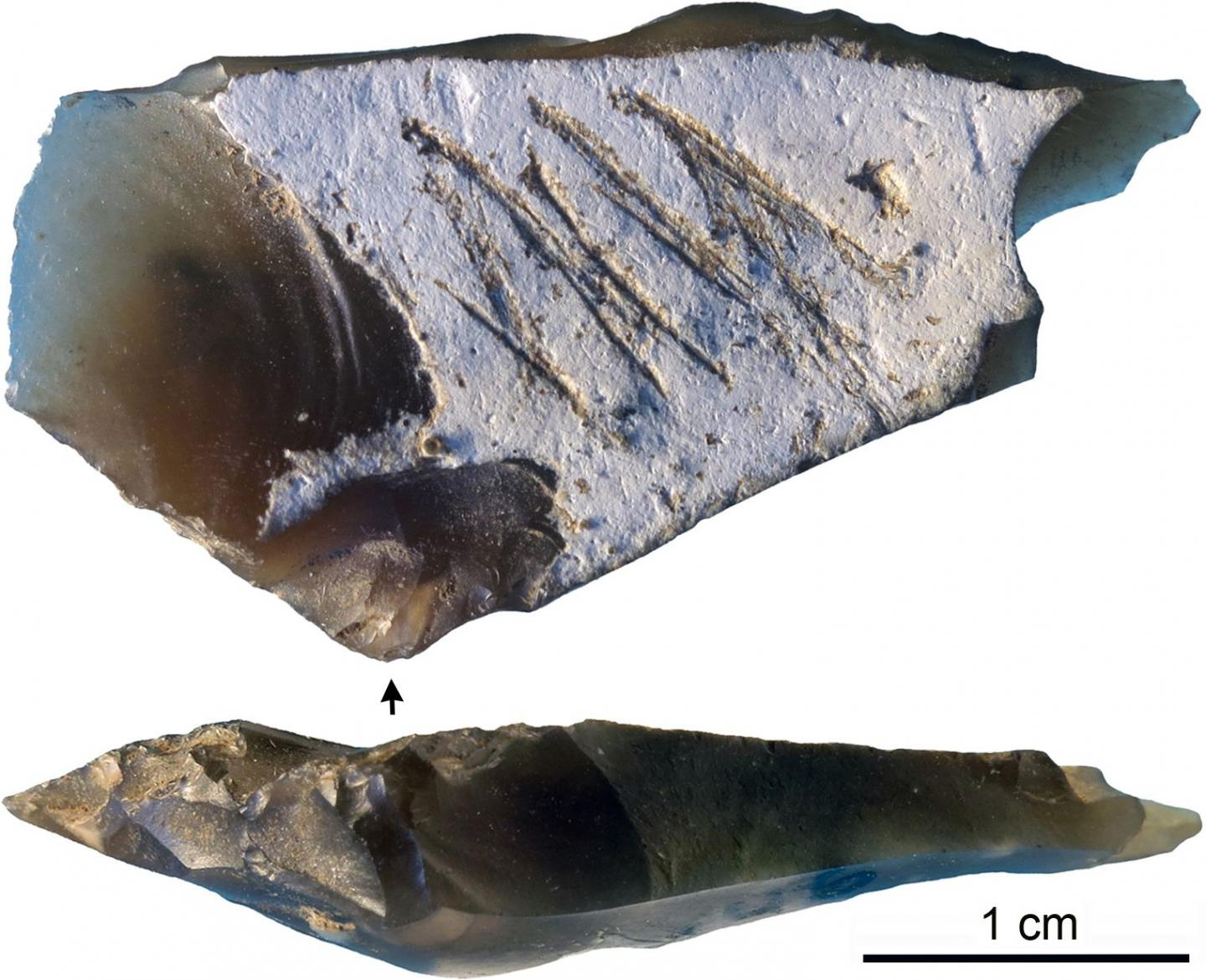
een vuursteenafslag uit Kiik-Koba, waarschijnlijk symbolisch ingegrift door een neanderthaler

De materiële cultuur van de Moustérien-sites van de Krim vertoont veel overeenkomsten, waardoor ze worden beschouwd als onderdeel van één enkele Belogorskcultuur. De meest expressieve groep van Moustérien-sites is onderzocht in de buurt van Belogorsk, vlak bij de Ak-Kaja-rotsen (Zaskalnaja V en VI, Sary-Kaja, Krasnaja Balka, Prolom-grot), samengevat als de Ak-Kajacultuur. Andere belangrijke sites zijn Kiik-Koba, Tsjokoertsja, Sjajtan-Koba, Voltsji-grot, Staroselje, Kabazi, Cholodnaja Balka, enz.
De lokale industrie kenmerkt zich door specifieke vormen van dubbelzijdige bewerking, vooral messen met een asymmetrisch lemmet; Naast gereedschappen werden botten van dieren gevonden en overblijfselen van neanderthalers.
De menselijke resten van de Kiik-Koba-grot vertegenwoordigen waarschijnlijk een oude begrafenis. Het skelet van wat waarschijnlijk een vrouw van ongeveer 35 jaar oud en 1.55-1.59m groot was, lag op de rechterzij met licht gebogen benen, waarbij de natuurlijke oneffenheid van de grot werd gebruikt als grafkuil. Niet ver daarvan werden de overblijfselen van een baby van 6 tot 8 maanden gevonden. Ook de paleo-antropologische vondst uit Staroselje kreeg een brede weerklank: de schedel van een kind dat daar werd ontdekt had uitgesproken moderne kenmerken.

##### Russisch Laagland
De Moustérien-sites van het Russisch Laagland liggen op aanzienlijke afstand van elkaar verspreid, wat hun studie bemoeilijkt. Belangrijke sites zijn Soechaja Metsjotka en Sjljach (oblast Wolgograd), Rozjok I-II (nabij Taganrog) en Chotyljovo (nabij Brjansk).
Soechaja Metsjotka is een site aan de oevers van het rivierje met dezelfde naam in de Wolga-vallei. De lokale materiële cultuur heeft zowel overeenkomsten met de artefacten van de Krim en het Donetsbekken, als een zekere originaliteit. Voor de vervaardiging van gereedschappen werden lokale vuursteen en kwartsiet gebruikt; de belangrijkste prooidieren van de jacht waren steppewisent, wild paard, saiga en mammoet; Er werden ook sporen gevonden van kampvuurplaatsen en tekenen van onderscheidend gebruik van verschillende delen van de nederzetting.
De Rozjok I-site ligt aan de oevers van de Zee van Azov, niet ver van Taganrog. Haar materiële cultuur onderscheidt zich door een grote originaliteit. Karakteristiek zijn de vondsten van eindschrabbers en priemen met gaatjes die meer lenmerkend zijn voor de daaropvolgende periode. Spooranalyse toonde aan dat sommige gereedschappen werden gebruikt voor het verwerken van huiden en dat de instrumenten met gaatjes werden gebruikt voor het naaien van kleding.
Onder de vondsten uit Rozjok-I overheersen botresten (steppewisenten, wilde paarden en ezels, reuzenherten, enz.); hakken van as duiden op branden; Van bijzonder belang is de vondst van de tweede kies van een neanderthaler, waarvan in de morfologie zowel archaïsche als moderne kenmerken aanwezig waren.
De Chotyljovo-site bevindt zich op een hoog terras van de rivier de Desna en vertegenwoordigt de overblijfselen van een werkplaats. De meeste vondsten zijn stenen artefacten; botvondsten zijn zeldzaam. De materiële cultuur van Chotyljovo verschilt van de genoemde sites van de Russisch Laagland; de techniek van het splijten van stenen wordt daar vertegenwoordigd door een soort Levallois-variant met asymmetrische kernen en één verwijderde schilfer.

##### Oeral
De vondsten van Moustérien-artefacten in de Oeral zijn zeldzaam, maar beslaan een groot gebied. In de zuidelijke Oeral werd tijdens het Moustérien de Achéuleen-site Mysovaja opnieuw bevolkt. In de aangrenzende gebieden werden gereedschappen uit dezelfde tijd gevonden op de sites Ajdos (aan de Oefa) en Moellino. In de Midden-Oeral werden geïsoleerde Mousteriaanse artefacten gevonden bij Pesjtsjerny Log aan de Tsjoesovaja. In het noordelijke deel van de regio werd Moustérien-materiaal gevonden op de Byzovaja-site aan de Petsjora. Van bijzonder belang is een kleine groep vondsten van de Mamontovaja Koerja-site boven de poolcirkel; hun culturele verwantschap is onzeker, maar de datering plaatst hen in het late Moustérien of het begin van het laatpaleolithicum.

##### Siberië

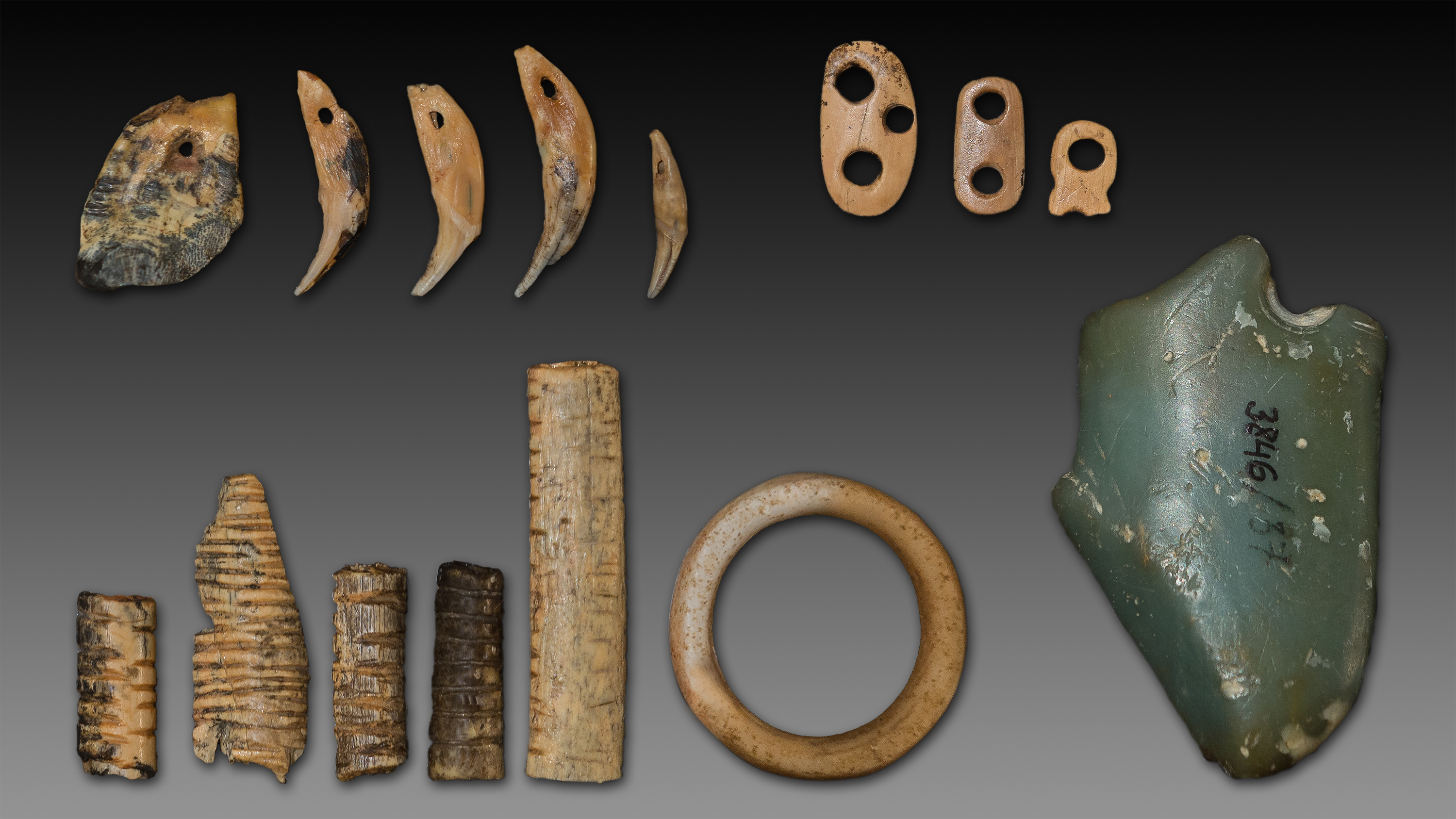
middenpaleolithische artefacten uit de Denisovagrot

De vondsten van deze tijd zijn afkomstig uit twee regio's: Zuid-Siberië en de Oblast Irkoetsk. Gereedschappen met een Levallois-Mousteriaans uiterlijk werden gevonden in de Altai-grotten Oest-Kan, Strasjnaja, Denisova, Tsjagyrka, en Okladnikov. In de Minoesinskdepressie in Chakassië werd de Dvoeglazka-grot onderzocht. Enkele zeldzame vondsten zijn bekend uit andere streken van zuidelijk Siberië. In de Angara-regio werden Moustérien-artefacten geregistreerd op sites van voorafgaande periodes, waar ze werden geïdentificeerd aan de hand van de Levallois-techniek. Van bijzonder belang is het materiaal uit de grotten van Tsjagyrka en Okladnikov, welke de lokale Siberische variant van het Altai-Middenpaleolithicum vertegenwoordigen. De Altai werd bewoond door de meest oostelijke groep neanderthalers (waarschijnlijk afkomstig uit het grondgebied van het moderne Oezbekistan), waar ze de oorspronkelijke denisovamensen van het gebied aantroffen, wiens cultuur kan worden getraceerd in de oudste lagen van de grot.

##### Verre Oosten
In het Verre Oosten komen Moustérien-vondsten slechts sporadisch voor. Ze omvatten in het bijzonder een werktuig met Moustërien-uiterlijk uit de Koemara-site in de oblast Amoer.

#### Laatpaleolithicum

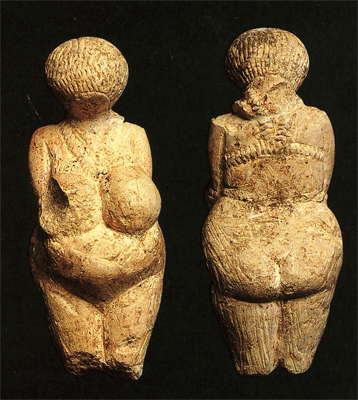
een van de venusbeeldjes van Kostjonki

Het laatpaleolithicum wordt geassocieerd met de verspreiding van de moderne mens. Onder de oudste vindplaatsen van moderne mensen in het Russisch Laagland zijn Kostjonki, Zarajsk, (45-35.000 v.Chr.), Soengir (35.000 v.Chr.), Chotyljovo 2 (24-21.000 v.Chr.), Avdejeva (23-22.000 v.Chr.) en Gagarino (22.000 v.Chr.). De oudste tekeningen in de Kapova-grot in de zuidelijke Oeral dateren van 36.400 jaar geleden, terwijl een in de grot gevonden aarden beker dateert uit 16-14 duizend jaar geleden.
De oudste vondsten van de moderne mens in Siberië zijn gefragmenteerde botten van de Toejana-site (Toenkinskaja-depressie, rechteroever van de Irkoet), bij verschillende testen op ca. 31.000 dan wel ca. 50.000 jaar geleden gedateerd, het dijbeen van Oest-Isjim (ongeveer 45 duizend jaar geleden) en het sprongbeen van Baigara (43 duizend jaar).
Andere bekende sites in het Aziatische deel van Rusland zijn Boenge-Tollja-885 (45.000 jaar geleden) op het schiereiland Tajmyr (de Sopkarga-mammoet), Jana (31,6 duizend jaar geleden), Atsjinsk, Malta en Boeret, Afontova Gora en Boeor-Chaja/Orto-Stan.
Laatpaleolithische nederzettingen bestonden uit bouwwerken, vaak van mammoetbeenderen bedekt met huiden. De bevolking onderhield complexe economische activiteiten en droeg bontkleding. De lichamen van de doden werden begraven en met oker bestrooid.
Op de sites van Staroselje (Krim) en Rozjok I (Zee van Azov) werden botresten ontdekt, waarvan de morfologie archaïsche en moderne kenmerken combineert, en algemene genetische studies hebben aangetoond dat de vroege moderne mens zich met neanderthalers en denisovamensen vermengde.

### Mesolithicum
In het post-glaciale mesolithicum werd het Europese deel van Rusland bewoond door de mensen van het Swiderien, wiens afstammelingen de volkeren van de Boetovo- (8e-7e millennium v.Chr.) en Boven-Wolga-culturen (6e-3e millennium v.Chr.) waren. Ze gebruikten pijl en boog. In de latere stadia is een overgang naar het subneolithicum zichtbaar, omdat ze keramiek beginnen te beheersen.

### Neolithicum
Het Neolithicum in Rusland omvat de late steentijd in Europees Rusland en Siberië.

## Bronstijd

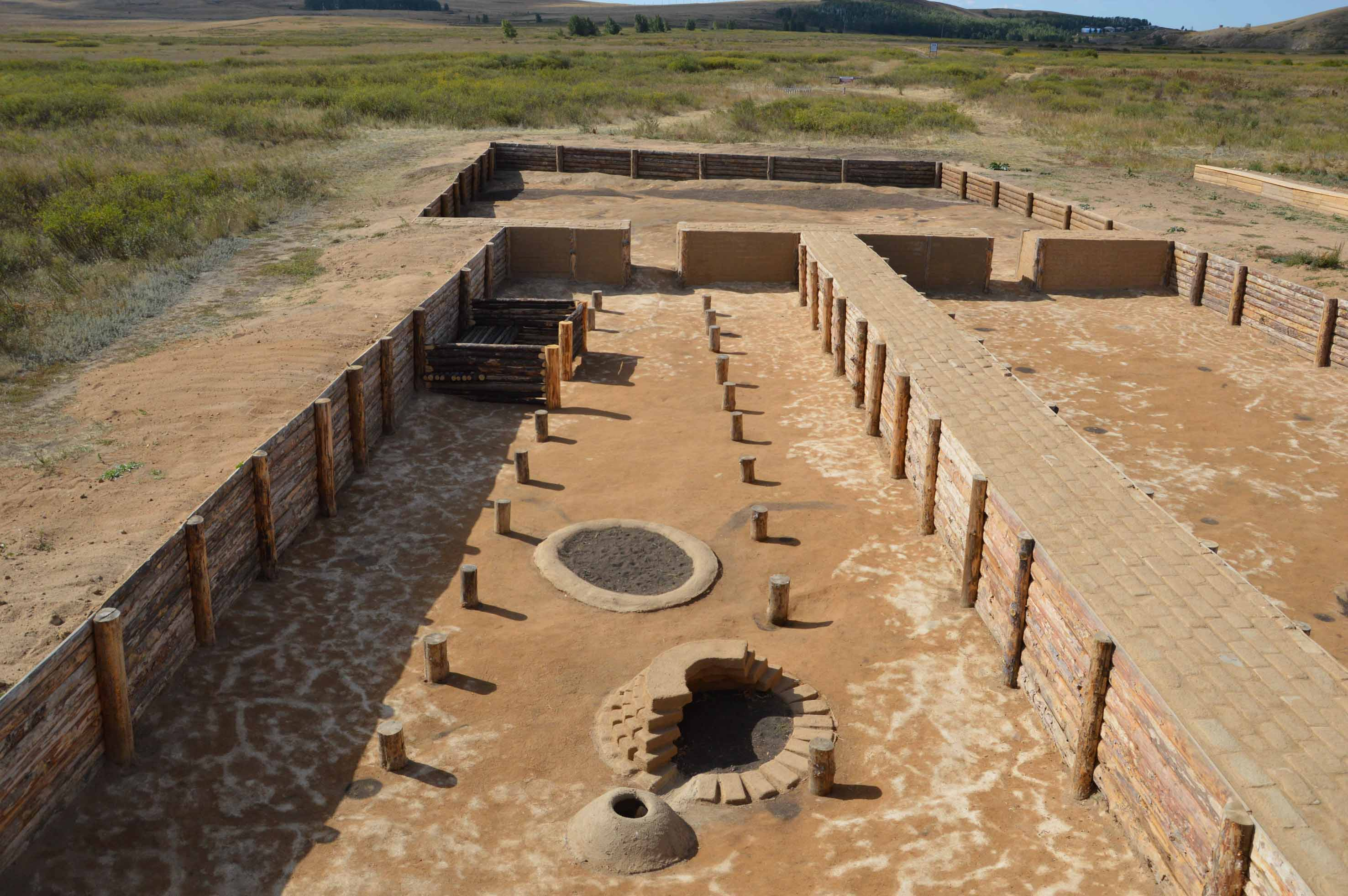
gedeeltelijke reconstructie van de verdedigingswerken van Arkaim

In het 5e millennium v.Chr. werden de bossteppen van het Don-Wolga-interfluviaal bewoond door de Proto-Indo-Europeanen van de Chvalynskcultuur (verwant aan de Sredny Stogcultuur). Ze hadden paarden gedomesticeerd en smolten koper. Ze werden opgevolgd door de Jamna- (3600-2300 v.Chr.) en Sroebna-culturen. In het oosten bereikten Indo-Europese volkeren in het 3e millennium v.Chr. het grondgebied van Zuid-Siberië (Afanasjevocultuur). De nederzetting Arkaim van de Sintasjtacultuur werd een belangrijk centrum van Indo-Europese volkeren.

## IJzertijd
Rusland werd vanaf de bronstijd gekenmerkt door de tegenstelling tussen het "Finse" bosgebied en de "Indo-Europese" steppe. Het leefgebied van de stammen van de Volosovocultuur werd vanuit het westen door de volkeren van de Fatjanovo-Balanovocultuur (3200-2300 v.Chr.) binnengevallen en vanuit het zuiden door de Abasjevocultuur. De symbiose met de tweede gaf aanleiding tot de Gorodetscultuur, geïdentificeerd met de Thyssagetae van Herodotus.
In het noordwesten ervan ontstond de Djakovocultuur, waarvan de directe afstammelingen worden beschouwd als de historische volkeren Merja, Moeroma en Wepsen.
In het uiterste westen van Rusland vormde zich vanuit de lokale versie van de Sroebnacultuur (Pozdnjakovocultuur) de Proto-Baltische Bondarichacultuur, op basis waarvan de Joechnovocultuur van de ijzertijd (5e tot 2e eeuw v.Chr.) ontstond, die wijdverspreid was in de oblasten Brjansk, Koersk en Orjol. In de 4e-7e eeuw volgde hierop de Mosjtsjinycultuur, in de oblasten Kaloega, Orjol en Toela.

### Slavische migratie
De vroegste cultuur die met enige zekerheid als Slavisch te identificeren is, was de Kievcultuur op het grondgebied van het huidige Oekraïne, Zuidwest-Rusland en Wit-Rusland (2e tot 5e eeuw). De invloed van deze cultuur verspreidde zich al snel over een groot gebied, waar meerdere opvolgculturen ontstonden.
In de 3e-7e eeuw werd het grondgebied van de rechteroever van de Beneden-Kama tot de monding van de Samara, van de middenloop van de Soera tot de middenloop van de Belaja (de oblasten Oeljanovsk en Samara, Tatarstan) bezet door de stammen van de Imenkovocultuur. op het grondgebied van de oblasten Brjansk en Koersk bestond in de 5e-7e eeuw de Kolotsjincultuur. In de oblast Koersk bestond in de 8e-9e eeuw de Volyntsevocultuur. In de 8e tot 10e eeuw bestond in de oblasten Lipetsk, Voronezj, Brjansk, Koersk en Belgorod de Romny-Borsjtsjovocultuur van de Slavische bevolking van de bossteppe.
In het westen van Rusland is de Slavische migratie minder eenduidig. Meest worden de Smolensk-Polotsker lange grafheuvelscultuur (8e-10e eeuw) en de Pskovse lange grafheuvelscultuur (5e tot 11e eeuw) gezien als ontstaan door de invloed van Slavische migranten op de oorspronkelijke Baltische en Oostzee-Finse bevolkingen.